# Nínox fosc
El nínox fosc (Ninox obscura) és una espècie d'ocell de la família dels estrígids (Strigidae). Habita els boscos de les Illes Andaman i Nicobar. El seu estat de conservació es considera de risc mínim.

## Descripció
El seu plomatge oscil·la entre la mescla de plomes blanques i negres a la part davantera del cap, que passen a ser grises i de puntes negres a la base del cap. La cua és marronosa i negra, i presenta quatre franges d'una tonalitat més clara. Les plomes de sota la cua combinen el blanc i el marró fosc; mentre que la resta del plomatge combina tons foscos i de color xocolata, més clars a la zona de l'abdomen, on algunes plomes es combinen amb altres d'un to groguenc. Les plomes més properes al cos de l'animal acostumen a ser més fosques que la resta del seu plomatge. Els seus ulls presenten un iris groguenc; i mentre que el cos del bec tendeix cap al color negre, els seus extrems són d'una tonalitat més clara, tendent al color verd. Les potes són groguenques, i les urpes són negres.
Mesura entre 197 i 220 mil·límetres d'envergadura, i de cap a peus mesura entre 120 i 126 mil·límetres. Sembla que habitualment nidifica en forats als arbres, a uns quatre metres i mig del terra, i els seus ous mesuren uns 3 centímetres. Tot i que no se n'ha quantificat la població, es considera que no es troba prop del llindar de les espècies vulnerables (menys de 10.000 individus adults en recessió superior al 10% en 10 anys o tres generacions).